# جیمز الیسون
جیمز الیسون (انگلیسی: James Ellison؛ زادهٔ ۲۵ اکتبر ۱۹۹۱) بازیکن فوتبال اهل بریتانیا است.
از باشگاه‌هایی که در آن بازی کرده‌است می‌توان به باشگاه فوتبال لیورپول، باشگاه فوتبال بارتون آلبیون، باشگاه فوتبال استافورد رانجرز، باشگاه فوتبال آلفرتون تاون، باشگاه فوتبال چستر، باشگاه فوتبال هاید، باشگاه فوتبال ساوتپورت، باشگاه فوتبال واکسول موتورز، باشگاه فوتبال درویلزدن، باشگاه فوتبال کولوین بای، باشگاه فوتبال بارو، و باشگاه فوتبال کولوین بای اشاره کرد.
وی همچنین در تیم ملی فوتبال زیر 16 سال انگلستان بازی کرده‌است.